# ヴァレンタイン組曲
『ヴァレンタイン組曲』（原題：Valentyne Suite）は、イギリスのプログレッシブ・ロック・バンド、コロシアムが1969年に発表した2作目のスタジオ・アルバム。当時設立されたばかりのヴァーティゴが最初にリリースしたアルバムの一つで、オリジナルLPのカタログ番号は「VO 1」である。

## 背景
ジャケット・デザインはマーカス・キーフによる。「The Kettle」はディック・ヘクストール＝スミスとジョン・ハイズマンの共作としてクレジットされているが、トニー・リーヴスは2003年のインタビューにおいて「『Elegy』と同様ジェイムス・リザーランドが作った曲で、彼の名前も記載されるべきだ」と主張している。ハイズマンによれば、「Butty's Blues」では「現在ロンドンで活動している最高の若いミュージシャン何人かが提供してくれた背景に乗って、デイヴ、ジェイムス、ディックがソロを演奏した」「この楽団はニール・アードレイが指揮した」とのことだが、参加した外部プレイヤーの名前はクレジットに記載されていない。
本作を最後にリザーランドはバンドを脱退。1970年にアメリカでリリースされたアルバム『グラス・イズ・グリーナー』には本作収録曲の一部が流用されているが、ギター・パートはデイヴ・クレムソンの演奏に差し替えられ、「Elegy」のボーカル・パートはリザーランドのものが残された。

## 反響・評価
全英アルバムチャートでは9週チャート圏内に入り、最高15位を記録した。Chris Nicksonはオールミュージックにおいて5点満点中4点を付け「このアルバムにおいて本当に楽しめるのは、バンドがブルース的な安全地帯から脱却して、よりプログレッシブ・ロック的な領域に近づいた『The Valentyne Suite』である」と評している。

## リマスターCD
2004年にサンクチュアリ・ミッドラインから発売されたイギリス盤リマスターCDには、1969年11月18日にラジオ番組「John Peel's Top Gear」のために録音されたスタジオ・ライブ2曲と、『グラス・イズ・グリーナー』の全曲を収録したボーナス・ディスクが追加された。なお、「John Peel's Top Gear」用のスタジオ・ライブには、バーバラ・トンプソンがサックスとフルートで参加している。また、2005年にArcàngeloから発売された日本盤リマスターCDは、本作及び『グラス・イズ・グリーナー』の全曲が1枚のCDに収録された内容である。

## 収録曲
1. ザ・ケトル - "The Kettle" (Dick Heckstall-Smith, Jon Hiseman) – 4:28
2. エレジー - "Elegy" (James Litherland) – 3:09
3. バッティーズ・ブルース - "Butty's Blues" (J. Litherland) – 6:41
4. ザ・マシーン・デマンズ・ア・サクリファイス - "The Machine Demands a Sacrifice" (D. Heckstall-Smith, J. Litherland, J. Hiseman, Pete Brown) – 3:53
5. ザ・バレンタイン・スイート - "The Valentyne Suite" – 16:41
  1. a）テーマ・ワン－ジャニュアリーズ・サーチ - "Theme One - January's Search" (Dave Greenslade, J. Hiseman)
  2. b）テーマ・ツー・フェブラリーズ・バレンタイン - "Theme Two - February's Valentyne" (D. Greenslade, J. Hiseman)
  3. c）テーマ・スリー・ザ・グラス・イズ・オールウェイズ・グリーナー - "Theme Three - The Grass Is Always Greener" (D. Heckstall-Smith, J. Hiseman)

### 2004年リマスターCDボーナス・トラック
1. アーサーズ・ムスタッシュ - "Arthur's Moustache" (Tony Reeves) – 6:31
2. ロスト・エンジェルズ - "Lost Angeles" (Chris Farlowe, D. Greenslade, D. Heckstall-Smith) – 8:37

## 参加ミュージシャン
- ジェイムス・リザーランド - ボーカル、ギター
- ディック・ヘクストール＝スミス - サックス
- デイヴ・グリーンスレイド - オルガン、ヴィブラフォン
- トニー・リーヴス - ベース
- ジョン・ハイズマン - ドラムス

アディショナル・ミュージシャン
- ニール・アードレイ - ストリングス・アレンジ(#2)、指揮(#3)[5]